# 420年代
420年代（よんひゃくにじゅうねんだい）は、西暦（ユリウス暦）420年から429年までの10年間を指す十年紀。

## できごと
- 420年 - 東晋に代わり宋を建国した劉裕が皇帝（武帝）となる。
- 421年
  - ヴェネト地方住民がアドリア海に面したラグーナ（潟）に都市を建設（ヴェネツィア建国の伝説）。
  - （宋・永初2年）- 倭王の讃、宋に朝貢し、宋の武帝から、除綬の詔うける（おそらく安東将軍倭国王）（『宋書』倭国伝）。
- 425年
  - （宋・元嘉2年）- 倭王の讃、司馬の曹達を遣わし、宋の文帝に貢物を献ずる（『宋書』倭国伝）。
  - エフタルがバクトリア地方に侵入し、サーサーン朝と激突。
  - 東ローマ皇帝テオドシウス2世によりコンスタンティノポリス大学（パンディダクテリオン）が創建される。
- 426年
  - 皇帝テオドシウス2世が異教神殿破壊令を発し、オリンピア祭典競技施設を破壊する。
  - ヒッポレギウス司教アウグスティヌスが『神の国』を完成させる（413年 - ）。
  - コパンの祭壇Q（英語版）銘文によるとコパンの初代王キニチ・ヤシュ・クック・モが即位する。
- 427年
  - 高句麗が平壌に遷都する。
  - 詩人の陶淵明が死去。
- 428年 - サーサーン朝支配下のアルメニア王国で王政が廃絶される。
- 429年 - ガイセリック率いるゲルマン系ヴァンダル族がジブラルタル海峡を越えて北アフリカに移動。